# Algiers (tỉnh)

Bản đồ 13 huyện của tỉnh Algiers

Algiers (tiếng Ả Rập: ولاية الجزائر ) là một tỉnh của Algérie, được đặt tên theo tỉnh lỵ Algiers, cũng là thủ đô quốc gia.

## Các đơn vị hành chính
Tỉnh này được chia thành 13 huyện và 57 đô thị. Các huyện được liệt kê theo đánh số chính thức từ tây sang đông:
1. Zéralda
2. Chéraga
3. Draria
4. Birtouta
5. Bir Mourad Raïs
6. Bouzaréah
7. Bab El Oued
8. Hussein Dey
9. Sidi M'Hamed
10. El Harrach
11. Baraki
12. Dar El Beïda
13. Rouïba

Các đô thị là:
- Aïn Benian
- Ain-Bessem
- Ain Taya
- Alger Centre
- Baba Hassen
- Bab El Oued
- Bab Ezzouar
- Bachdjerrah
- Baraki
- Belouizdad
- Ben Aknoun
- Beni Messous
- Birkhadem
- Bir Mourad Raïs
- Bordj El Bahri
- Bordj El Kiffan
- Bologhine
- Bourouba
- Bouzareah
- Kasbah
- Chéraga
- Dar El Beïda
- Dely Ibrahim
- Douera
- Draria
- El Achour
- El Biar
- El Harrach
- El Madania
- El Magharia
- El Mouradia
- Djasr Kasentina
- Hussein Dey
- Hydra
- Khraicia
- Kouba
- Les Eucalyptus
- Mahelma
- Mohammedia
- Oued Koriche
- Oued Smar
- Ouled Fayet
- Reghaïa
- Rouiba
- Saoula
- Sidi M'Hamed
- Souidania
- Staoueli
- Zeralda